# Paraguay
Il Paraguay, più raramente Paraguai (in entrambe le grafie, AFI: /paraˈɡwai/), ufficialmente Repubblica del Paraguay (in spagnolo República del Paraguay; in guaraní Paraguái Tavakuairetã) è uno Stato sovrano dell'America meridionale. Con 406 750 km² di superficie totale, è uno Stato senza sbocco al mare. Ha 7 303 000 abitanti e la sua capitale è la città di Asunción.
Confina a nord con la Bolivia, a est con il Brasile e a sud e ovest con l'Argentina. Il Paraguay è una repubblica presidenziale, e l'attuale capo di Stato e di governo è Santiago Peña.
Le lingue ufficiali sono lo spagnolo e il guaranì, ma vengono parlate anche altre lingue amerinde. Il nome Paraguay significa "l'oceano che va verso l'acqua", dalle parole guaranì, pará ("oceano"), gua ("a, verso/da") e y ("acqua"). Altre ipotesi sostengono che il nome Paraguay derivi da paragua ("corona di piume") e y ("fiume"), interpretato come "fiume dalla corona di piume". In guaranì spesso l'espressione fa riferimento alla sola Asunción, ma in spagnolo fa riferimento all'intero paese.
Il vessillo del Paraguay ha una particolarità unica al mondo: le due facce della bandiera sono diverse. Anche se i colori sono uguali, la parte centrale presenta da una parte lo stemma e il nome del Paese e dall'altra il marchio del tesoro con un leone e la scritta Paz y Justicia.

## Storia
La regione che attualmente è chiamata Paraguay, in buona misura boscosa e fertile, è stata abitata in epoca pre-colombiana da tribù guerriere seminomadi. Le tribù erano suddivise in cinque "famiglie" separate, e 17 gruppi etnico-linguistici distinti, che permangono ancora oggi.

### La colonizzazione spagnola
Gli europei arrivarono nella zona nel sedicesimo secolo. La prima colonizzazione residenziale fu la fondazione della città di Asunción il 15 agosto 1537 da parte dell'esploratore spagnolo Juan de Salazar y Espinoza.
La città divenne centro di colonizzazione spagnola, e inoltre base delle missioni gesuite in America Latina. La fondazione di missioni religiose gesuite continuò a estendersi a macchia d'olio nel territorio fino al 1767, data di espulsione dei Gesuiti dai territori della corona spagnola, voluta dal governo spagnolo; a testimonianza di questo periodo è il nome di quei territori, definiti ancor oggi "Misiones".
La fondazione delle missioni si basò in buona misura sulla conversione al cristianesimo, ed economicamente e politicamente orientata a supportare la trasformazione della popolazione, per necessità seminomade, in popolazione residente, ma anche nel rispetto dei principi della cultura locale; si adattò quindi anche all'orgoglio "etnico" che caratterizza ancor oggi le popolazioni locali.

### L'indipendenza e la Prima Repubblica (1810-1870)

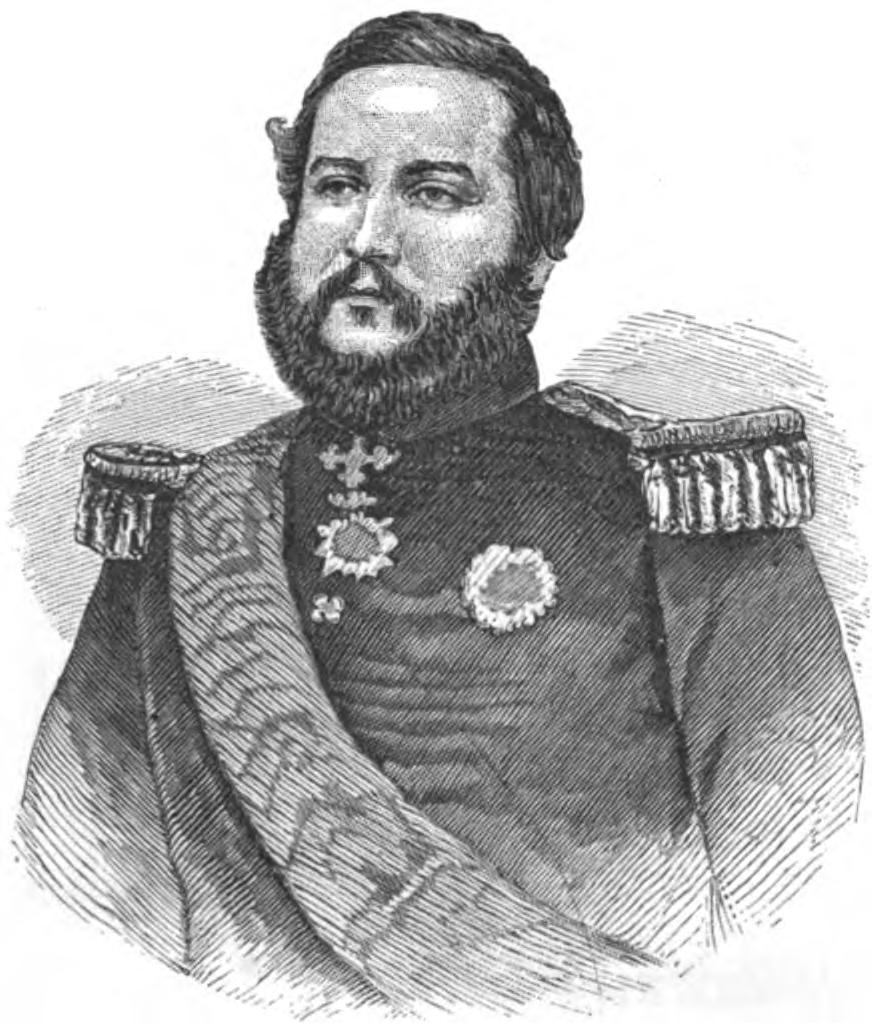
Francisco Solano López

La situazione politica creata dalla guerra d'indipendenza spagnola aveva consentito agli argentini di formare nel 1810 la cosiddetta Prima Giunta, un organo, con sede a Buenos Aires, che si prefiggeva di porre sotto il suo controllo i territori del Vicereame del Río de la Plata. L'Indendencia del Paraguay rifiutò tuttavia di accettare l'autorità della Giunta e dovette respingere l'invasione delle Province Unite del Río de la Plata guidata dal generale Manuel Belgrano (Campagna del Paraguay), svoltasi tra il dicembre 1810 e il marzo 1811. Inizialmente, la battaglia di Campichuelo e la battaglia di Itapúa del 19 dicembre 1810 videro le forze argentine prevalere di misura; successivamente con la battaglia di Paraguarí del 19 gennaio 1811, la battaglia di San Nicolás del 2 marzo e la battaglia di Tacuarí del 9 marzo, la situazione volse a favore dell'esercito paraguaiano. Pochi mesi dopo, ebbe luogo la cosiddetta Revolución de mayo de 1811, con la quale l'Intendente spagnolo Bernardo de Velasco venne affiancato al governo da José Gaspar Rodríguez de Francia e Juan Valeriano Zevallos. Nel giugno del 1811 Velasco venne destituito e il governo del Paraguay venne assunto da una giunta presieduta da Fulgencio Yegros. Quest'ultima firmava nell'ottobre del 1811 l'importante Convención de Amistad, Auxilio y Comercio con la Giunta Grande delle Province Unite del Río de la Plata, con la quale veniva riconosciuta l'indipendenza del Paraguay e si normalizzavano le relazioni con l'Argentina. 
Dopo un periodo di governo collegiale sotto la giunta, nel 1814 il Congresso paraguaiano nominò José Gaspar Rodríguez de Francia quale dittatore, incarico reso perpetuo due anni più tardi. Francia avrebbe governato in maniera autocratica sino alla sua morte, avvenuta nel 1840. Durante il governo di Francia, il Paraguay rimase in una condizione di isolamento internazionale, pur conoscendo un moderato sviluppo economico. In seguito alla morte di Francia il Paraguay ritornò brevemente a una forma di governo consolare, dominata dalle figure di Mariano Roque Alonso e Carlos Antonio López. Nel 1844 quest'ultimo venne nominato presidente della Repubblica, con un mandato di durata decennale. L'azione politica di López cercò di rompere l'isolamento internazionale del Paese e promosse la modernizzazione dell'economia. Altra preoccupazione di López fu la tutela dell'autonomia del Paraguay di fronte alle rivendicazioni del presidente argentino Juan Manuel de Rosas. Carlos Antonio López resse le sorti del Paraguay sino al 1862. Gli subentrò il figlio Francisco Solano López, il quale già aveva ricoperto incarichi di rilievo sotto il governo del padre. 
Sotto il governo di Francisco Solano López il Paraguay combatté per cinque anni (1864-1870) la più feroce e violenta guerra del Sudamerica, la guerra della triplice alleanza contro il Brasile, l'Argentina e l'Uruguay. A dare la misura del disastro umano e sociale della guerra, la popolazione prebellica era di circa 525 000 abitanti: ne sopravvissero alla guerra, secondo dati del 1871, circa 221 000, di cui soltanto circa 28 000 maschi. Oltre alle perdite umane, in seguito alla guerra, il Paraguay subì la perdita di estesi territori a favore dell'Argentina e del Brasile. Durante il saccheggio di Asuncion (saqueo de Asunción) del 1869, l'esercito imperiale brasiliano asportò gli archivi nazionali paraguaiani, trasferendoli a Rio de Janeiro, dove sono conservati e segretati, rendendo perciò il corrispondente periodo storico carente di fonti documentarie. 
La storia del Paraguay è gravata di dispute fra gli storici, gli educatori e i politici. La versione ufficiale degli eventi storici, delle guerre in particolare, varia secondo se la versione proviene dal Paraguay, dall'Argentina, dall'Uruguay, dal Brasile, dalla Bolivia, dall'Europa o dall'America del Nord. Anche all'interno del Paraguay il Partito Colorado e il Partito Liberale sostengono versioni ufficiali diverse della storia paraguaiana.

### Il Novecento
Tra 1904 e 1954 il Paraguay ha avuto trentuno presidenti, la maggior parte rimossi da sommosse, aggressioni e colpi di Stato.

#### La guerra del Chaco (1932-1935)

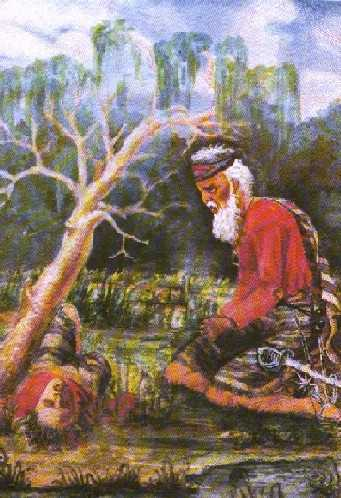
José Ignacio Garmendia - soldato paraguaiano dinanzi al proprio figlio morto

Negli anni 1930 il Paraguay ha combattuto la guerra del Chaco contro la Bolivia, vincendola e ottenendo la conservazione della sovranità su buona parte del territorio del Chaco; il Chaco Boreal era un territorio da tempo al centro di una lunga disputa con la confinante Bolivia, nel corso degli anni non erano mai stati tracciati confini certi e concordati. Negli anni '30 il territorio del Chaco Boreal assunse un'importanza fondamentale perché si ritenne fosse ricco di petrolio e così ne nacque una guerra particolarmente cruenta e anticipatrice dei conflitti del secolo con la Bolivia; alla fine con gravi perdite umane ed economiche il controllo del Chaco rimase per lo più sotto il Paraguay ma il sogno del petrolio risultò infondato, paradossalmente le poche zone con giacimenti di petrolio si scoprirono essere quelle assegnate (circa un terzo del territorio) alla sconfitta Bolivia; di fatto il Chaco è, sia da parte boliviana sia da parte paraguaiana, ancor oggi quasi disabitato.

#### Il periodo postbellico (1945-1954) e la dittatura di Alfredo Stroessner (1954-1989)
Dopo la seconda guerra mondiale, la politica del Paraguay ebbe un periodo di particolare instabilità dovuta ai conflitti tesi a raggiungere il potere, sfociati nei disordini di guerra civile del 1947.
La serie di governi instabili sfociò nel 1954 nel regime del dittatore Alfredo Stroessner, di connotazione politica profondamente conservatrice che, chiaramente appoggiato dagli Stati Uniti, rimase al potere per più di trenta anni. Il regime guidato da Stroessner produsse in una certa misura una modernizzazione, ma si caratterizzò per estese violazioni dei diritti civili, corruzione e brogli elettorali, uso metodico della violenza come arma politica, anche verso gli aderenti del partito del Presidente considerati a qualunque titolo infidi, e una gestione "personale" dell'economia nazionale, tale da lasciare poco spazio ad altre iniziative private degne di nota, provocando come unica scelta l'emigrazione in massa degli operatori economici dal paese. Significativa fu l'affissione di uno striscione presso il settore partenze dell'aeroporto di Asunción: "E l'ultimo chiuda la porta".
Lo stato di degrado del paese, l'isolamento internazionale, l'età del dittatore, il disastroso stato delle finanze, indussero la creazione di uno stato di opposizione, sfociato in una serie di dimostrazioni pubbliche contro il regime in epoca precedente alle elezioni generali del 1988.
Il PLRA (Partito Liberale Radicale Autentico) di Domingo Laino, in contrapposizione al "Partito Colorado" del Presidente, costituì punto focale di convergenza degli oppositori nella seconda metà degli anni ottanta. La decisione nel 1982 del governo di isolare Laino esiliandolo fu controproducente; dopo diversi tentativi di rientro, nel 1986 Laíno tentò il rientro ad Asunción scortato da operatori di tre reti televisive degli Stati Uniti, da un ex ambasciatore statunitense nel Paraguay, e in più da diversi parlamentari uruguaiani e argentini.
Nonostante la nutrita compagine internazionale la polizia dell'aeroporto si oppose violentemente al ritorno di Laíno, respingendolo.
Un potente segnale era comunque giunto anche dagli Stati Uniti, e quindi il regime di Stroessner nell'aprile 1987 fu costretto a permettere il rientro di Laíno, che ormai era solo un simbolo più che una vera minaccia al regime. L'opposizione infatti fu incapace, come era prevedibile dopo decenni di assenza di un'attività politica, di organizzare una strategia comune per affrontare o partecipare a elezioni più o meno regolari. A ogni modo le organizzazioni di opposizione sostennero una serie di vistose dimostrazioni (mítines relámpagos) di opposizione al regime, soprattutto nelle zone rurali, rapidamente organizzate e altrettanto rapidamente sciolte prima dell'arrivo degli squadroni del "Partito Colorado" di governo e prima che le pattuglie della polizia potessero fare irruzione. A ogni modo diversi esponenti dell'opposizione furono arrestati per sedizione e organizzazione di riunioni illegali; ad esempio Hermes Rafael Saguier fu imprigionato per quattro mesi nel 1987 per sedizione.
All'inizio di febbraio del 1988 la polizia arrestò 48 ore prima dell'elezione a Coronel Oviedo 200 persone, membri del Comitato di Coordinamento Nazionale; Laíno e diversi altri dirigenti del Movimento furono messi agli arresti domiciliari.
Le elezioni, comunque avvenute, acuirono i contrasti e i conflitti all'interno del partito del Presidente, conflitti che nonostante l'assoluto monopolio dell'informazione nazionale, non tardarono a divenire sempre più evidenti.
Alla fine del 1988 solo alcune entità economiche del paese, come l'IBR (Instituto de Bienestar Rural), e l'INC (Industria Nacional de Cemento), capisaldi tradizionali e diretti del Presidente, gli mostrarono esplicitamente fedeltà, mentre continuarono gli attacchi e i conflitti nei confronti degli avversari dello stesso partito.
Nel 1989 il presidente Alfredo Stroessner, ormai divenuto insostenibile, venne deposto per mano di un altro membro del suo partito, il generale Andrés Rodríguez, permettendo quindi al partito conservatore di mantenere il controllo del governo per un ventennio.

### Periodo democratico
Nell'aprile del 2008 il candidato progressista (ex vescovo) Fernando Lugo ottenne una storica vittoria nelle elezioni presidenziali in Paraguay, sconfiggendo l'avversario, e interrompendo 61 anni di dominio conservatore. Lugo vinse con circa il 41% dei voti contro il 31% di Blanca Ovelar del Partito Colorado (conservatore).
Il 21 giugno 2012, una procedura di impeachment nei confronti del presidente Lugo è stata avviata nella camera bassa del Parlamento, controllata dai suoi avversari. A Lugo sono state date meno di ventiquattro ore per prepararsi per il procedimento e solo due ore per la propria difesa. L'impeachment è stato rapidamente approvato, e il conseguente processo svoltosi nel Senato del Paraguay, anche questo controllato dall'opposizione, si è concluso con la rimozione di Lugo dalla carica, e l'assunzione delle funzioni presidenziali da parte dell'ex vice presidente Federico Franco. L'accusa a Lugo riguardava la morte di 17 persone, otto agenti di polizia e nove contadini, in uno scontro a fuoco, dopo che la polizia era stata colta di sorpresa da contadini armati contrari all'esecuzione di una condanna di sfratto.

## Geografia
Il territorio del Paraguay è attraversato dal fiume Paraguay che lo divide in due regioni geografiche distinte, la regione orientale, ufficialmente chiamata Paraguay Oriental chiamata anche regione del Paraná e la regione occidentale il cui nome ufficiale è Paraguay Occidental chiamata anche regione del Chaco.

### Morfologia
La regione orientale è caratterizzata da pianure ma vi si trovano anche montagne elevate, soprattutto al confine con il Brasile, il Chaco invece è un'ampia piana che comprende oltre il 60% del territorio dello Stato. Il Paraguay non è bagnato dal mare.

### Idrografia
I due fiumi principali del paese sono il Paraguay e il Paraná che con i loro affluenti definiscono i confini dello Stato e rappresentano le principali vie di comunicazione. Gran parte delle città del Paraguay, compresa la capitale, sorgono sulle rive di fiumi e hanno importanti porti fluviali.

### Clima
Il clima è subtropicale e umido nella regione orientale nella quale abbondano le precipitazioni che però sono distribuite lungo tutto l'anno, il Chaco ha invece un clima tropicale con una stagione arida e una piovosa.

## Popolazione

### Demografia

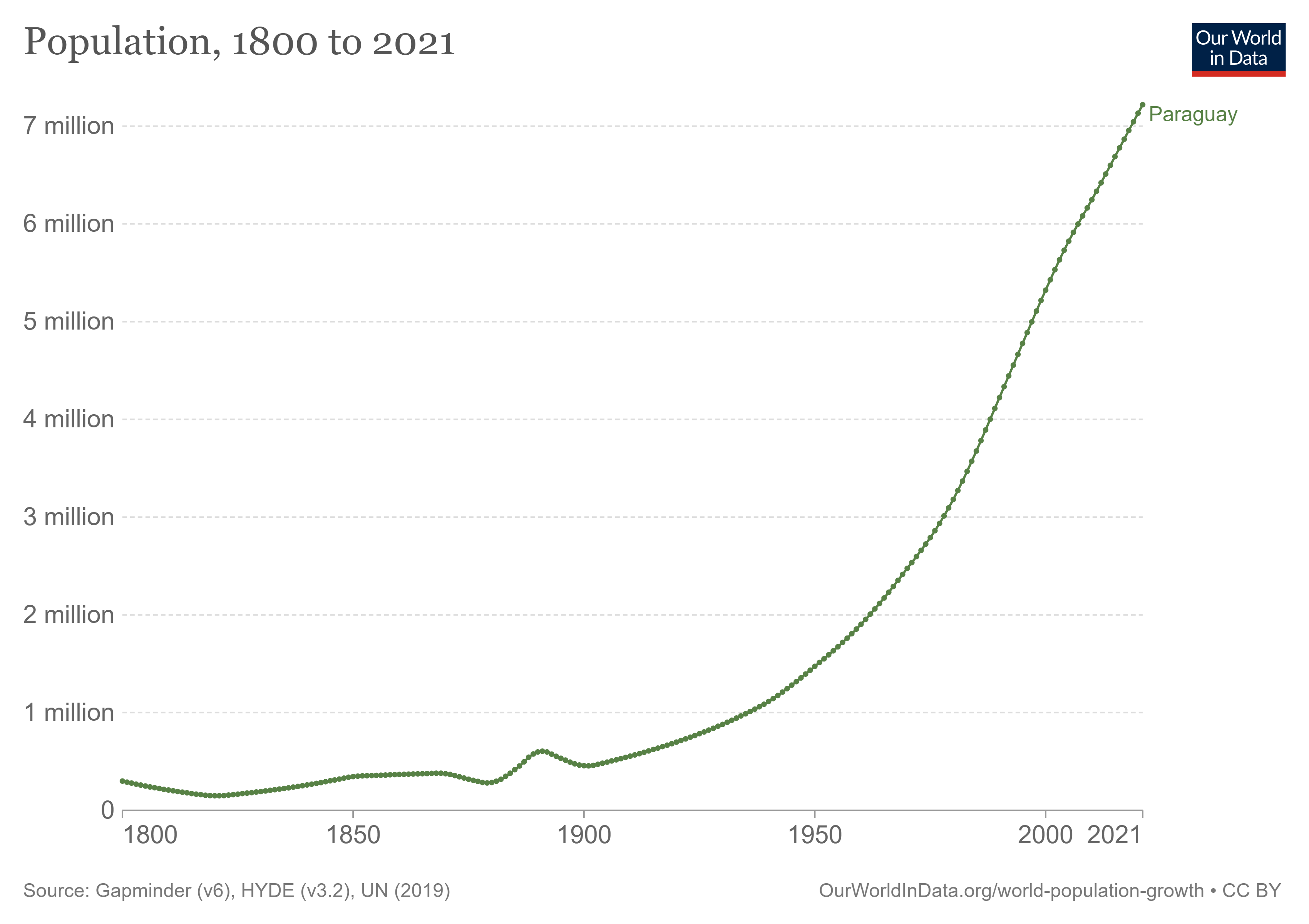
Evoluzione della popolazione del Paraguay in migliaia di abitanti. Dati FAO del 2005.

La popolazione del Paraguay risulta distribuita in maniera disomogenea sul territorio. Circa il 56% degli abitanti vive nelle aree urbane; il sorpasso della popolazione urbana su quella rurale è stato riscontrato per la prima volta nel censimento del 1992. La maggior parte dei paraguaiani si concentra nell'area orientale, attorno alla capitale (nonché centro principale) Asunción, che, da sola, ospita circa il 10% della popolazione. Al contrario, nel Chaco, che pur rappresenta il 60% della superficie totale del paese, vive solo il 2% degli abitanti.
Il Paraguay ha visto quadruplicare la propria popolazione tra il 1950 e il 2002; il ritmo di crescita tra il 1992 e il 2002 è stato del 2,2%.

### Etnie
Non esistono dati ufficiali riguardanti la composizione etnica della popolazione paraguaiana, per il fatto che l'istituto ufficiale di statistica del Paese (DGEEC) non contempla nelle sue inchieste i concetti di "razza" o di "etnìa". Sono invece investigate le comunità indigene; secondo il censimento indigeno del 2002 esistono nel territorio nazionale 496 comunità abitate da 19 diverse popolazioni, per un totale di 87 099 individui. I diciannove popoli indigeni sono suddivisi in cinque famiglie linguistiche.
In Paraguay il 95% della popolazione è meticcia, vede cioè le proprie origini dalla mescolanza tra europei e amerindi. La prevalenza di meticci è anche conseguenza di una legge promulgata il 1º marzo 1814 da José Gaspar Rodríguez de Francia, che vietava agli spagnoli di contrarre matrimonio con donne bianche, permettendo loro di sposare esclusivamente indigene o mulatte. Tale legge era volta a colpire la classe economica allora dominante, costringendola al concubinato e provocandone la perdita di prestigio sulla popolazione nativa del Paraguay, indigena o criolla. Il meticciato è stato molto forte anche a causa della catastrofe demografica in cui il paese si è trovato dopo la guerra della triplice alleanza, in cui scomparvero i due terzi della popolazione nazionale, riducendosi a 231 000 persone, l'80% delle quali di sesso femminile; lo Stato quindi favorì lo stanziamento di coloni di origine europea (spagnoli, italiani e tedeschi in maggioranza), ma anche araba e asiatica.
Tedeschi, italiani, ucraini, russi, giapponesi, coreani, cinesi, siriani, arabi, brasiliani e argentini si sono stabiliti in Paraguay, mantenendo in molti casi la loro rispettiva lingua e la loro cultura. La comunità maggiore è quella brasiliana, stimata in 400 000 individui. Tra le minoranze si contano anche circa 66 000 afro-paraguaiani e 25 000 mennoniti di lingua tedesca nel deserto del Chaco.
Forte e influente è stata anche l'immigrazione italiana: secondo lo storico paraguaiano Fernando Costantini, è di ascendenza italiana circa il 40% della popolazione totale del paese.
Il Paraguay è il paese latinoamericano con la minor quantità di indios dopo Uruguay e Haiti (solo l'1,8% della popolazione), e quello con il minor numero di afroamericani dell'America Latina (circa 8 000 persone) nel 2007.

### Religione
La religione più diffusa è il cattolicesimo: al censimento nazionale del 2002 l'89,6% della popolazione ha dichiarato la sua appartenenza a tale confessione. Vi sono poi alcune minoranze protestanti di mennoniti (soprattutto tra i discendenti degli immigrati tedeschi) e di mormoni (questi ultimi sarebbero circa 66 000, riuniti in 145 congregazioni).

### Lingue
Le lingue ufficiali del Paraguay sono il guaraní e lo spagnolo. Il censimento nazionale del 2002 ha indicato in 2 650 000 le persone bilingui nel Paese. Il guaraní risulta la lingua usualmente parlata dal 59% delle famiglie, mentre lo spagnolo è l'idioma usuale del 35,8% di esse; nelle aree urbane, tuttavia, il rapporto si inverte, con il 54,9% della popolazione che parla abitualmente lo spagnolo.
Va inoltre segnalato che nel paese, specie tra i più giovani, c'è una sicura tendenza a mescolare i due idiomi; questo potrebbe significare la condizione atta a formare una lingua creola, dovuta al realizzarsi delle condizioni socio-culturali di assenza di una dominazione culturale prevalente.
Le lingue parlate dalle diciannove nazioni indigene presenti nel territorio si possono inoltre dividere in cinque grandi famiglie linguistiche: tupï-guaraní, Zamuco, Mataco-Mataguayo, Maskoy e Guaicurú.
Altra lingua che viene parlata è il basso tedesco.

## Ordinamento dello stato

### Suddivisione amministrativa
Da un punto di vista amministrativo il Paraguay è suddiviso in diciassette dipartimenti, più un dipartimento speciale per la capitale. Di seguito l'elenco dei dipartimenti (fra parentesi il rispettivo capoluogo)
| 1. Alto Paraguay (Fuerte Olimpo) 2. Alto Paraná (Ciudad del Este) 3. Amambay (Pedro Juan Caballero) 4. Asunción - distretto della capitale (Asunción) 5. Boquerón (Filadelfia) 6. Caaguazú (Coronel Oviedo) 7. Caazapá (Caazapá) 8. Canindeyú (Salto del Guairá) 9. Central (Areguá) 10. Concepción (Concepción) 11. Cordillera (Caacupé) 12. Guairá (Villarrica) 13. Itapúa (Encarnación) 14. Misiones (San Juan Bautista) 15. Ñeembucú (Pilar) 16. Paraguarí (Paraguarí) 17. Presidente Hayes (Villa Hayes) 18. San Pedro (San Pedro de Ycuamandiyú) | Alto Paraguay Boquerón Presidente Hayes Amambay Concepción San Pedro Distrito Capital Guairá Caazapá Alto Paraná Caaguazú Canindeyú Itapúa Paraguarí Misiones Ñeembucú Cordillera Central Brasile Bolivia Argentina |

## Politica

### Politica interna

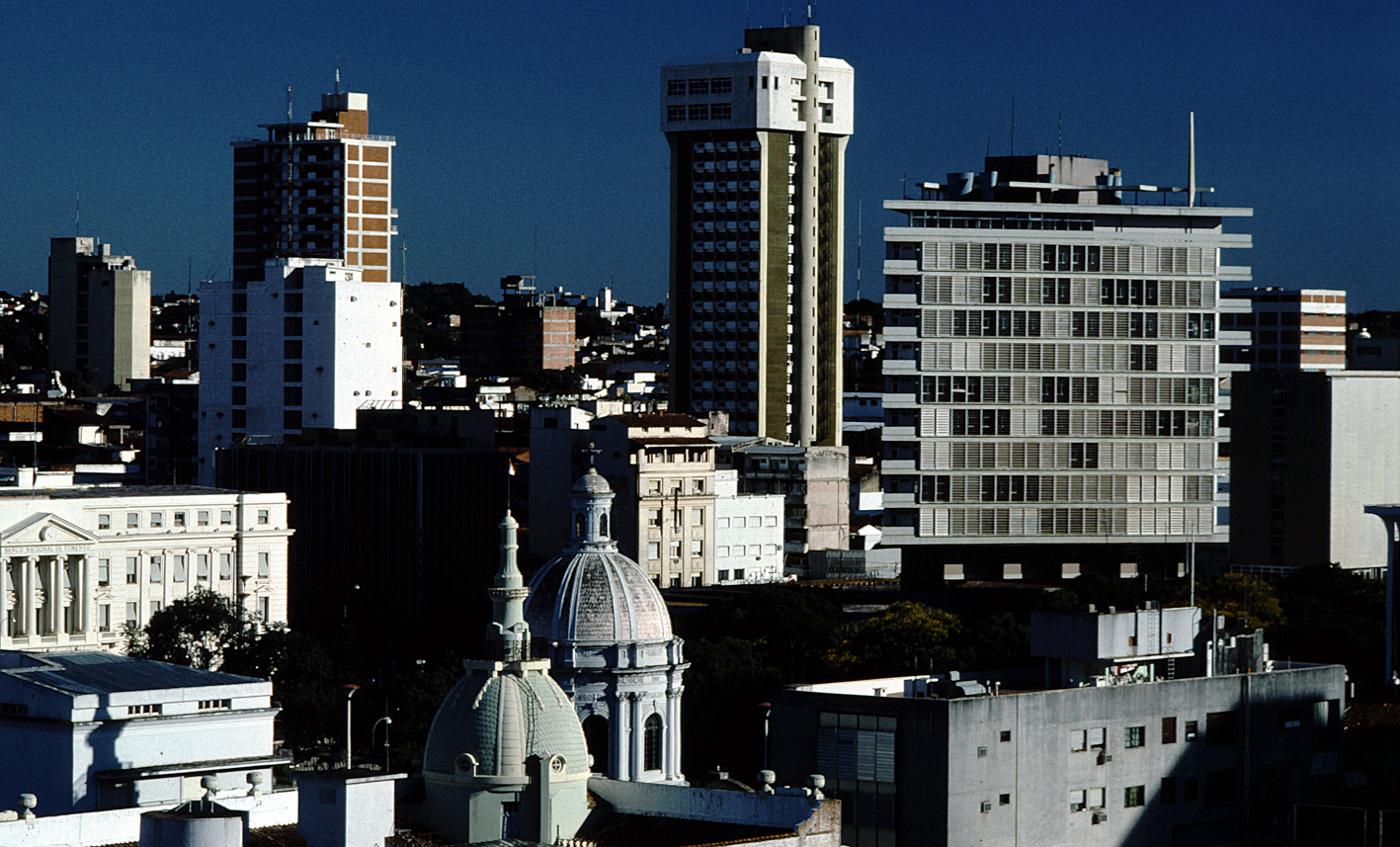
Asunción, capitale del Paraguay e sede del governo

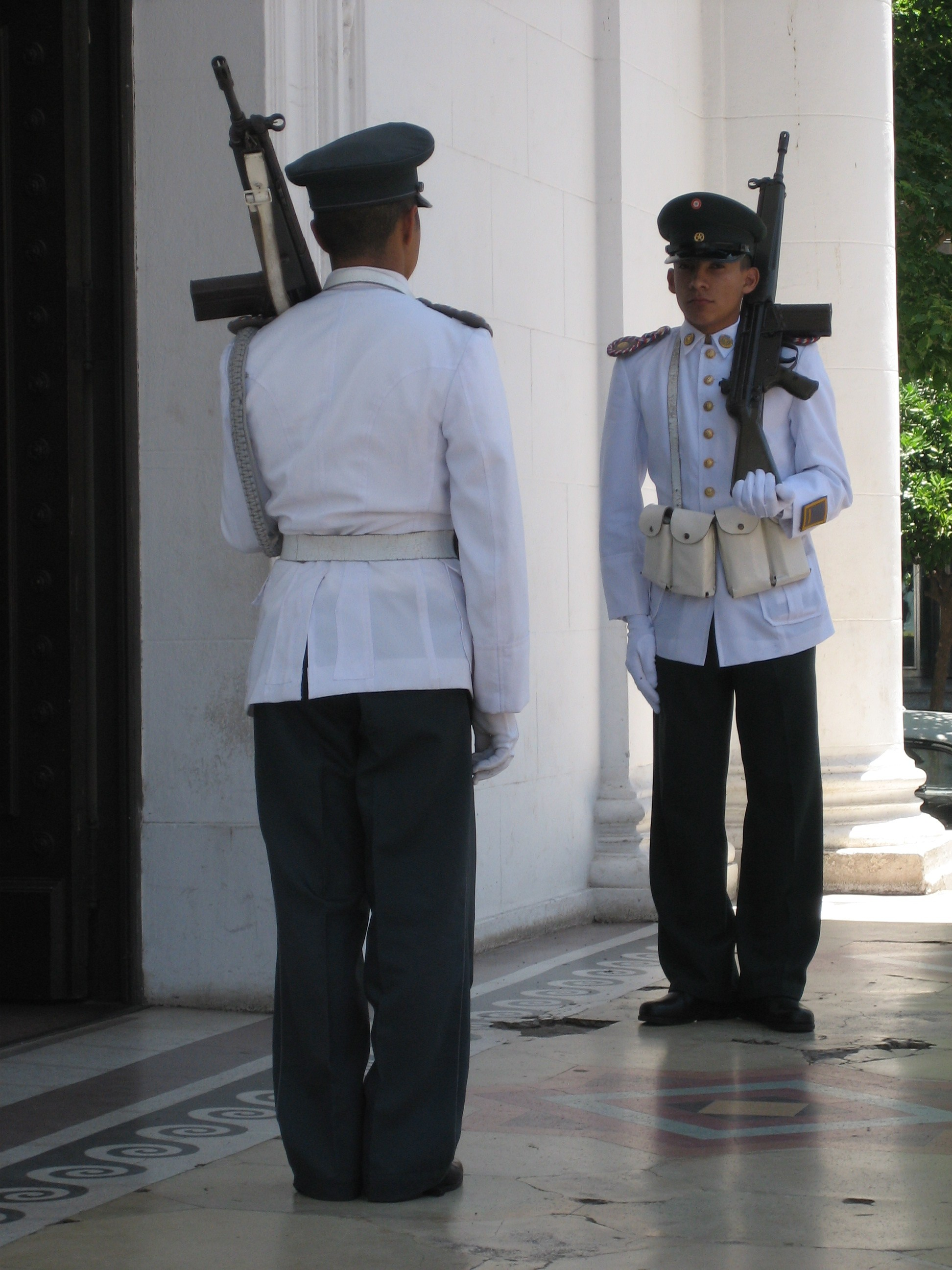
Guardie del Congreso Nacional di Asunción

Il Paraguay è una Repubblica presidenziale; di conseguenza il Presidente è Capo dello Stato e Capo del governo. La Costituzione del Paraguay risale al 20 giugno 1992.
Il Potere esecutivo è esercitato dal governo. Il Potere legislativo è prerogativa sia del governo sia del Parlamento (Congreso del Paraguay), che comprende la Camera (80 membri) e il Senato (45 membri), eletti per un periodo di cinque anni contestualmente all'elezione del Presidente.
Il Potere giudiziario è del tutto indipendente dal potere esecutivo e dal potere legislativo.

### Politica estera
Il Paraguay è uno degli Stati aderenti alla Banca del Sud, partecipando al suo capitale.

## Istituzioni

### Università
La più antica università del Paraguay è l'Università Nazionale di Asunción, fondata il 24 settembre 1889.

## Economia
Da un punto di vista economico il Paraguay è caratterizzato dalla presenza di un vasto settore sommerso, che rende difficile riportare cifre esatte riguardo ai suoi reali valori. Secondo uno studio della Dirección General de Estadísticas, Encuestas y Censos (DGEEC) il lavoro sommerso riguarda un quarto della popolazione economicamente attiva, ed è concentrato soprattutto nelle zone urbane del Paese; lo studio ha rivelato come la maggior parte dei lavoratori sommersi siano piccoli impresari o impiegati di questi, operanti soprattutto nei settori del commercio e dei servizi. Il Fondo Monetario Internazionale stima il valore totale dell'economia sommersa attorno al 70% del PIL.
Dopo aver vissuto un periodo di lenta crescita dell'economia tra il 1994 e il 2003, il Paraguay ha avuto tra il 2004 e il 2008 una fase di recupero economico, con una crescita media annuale del PIL del 4,8%, trascinata in principal modo dallo sviluppo del settore agricolo. Nel 2009 il Paese fu colpito da una forte recessione, dovuta in particolar modo alla siccità che ha colpito l'agricoltura, seguita però nel 2010 da una delle più significative crescite mondiali, arrivando a un aumento del 14,5% del PIL.
La crescita economica non ha tuttavia contribuito alla diminuzione del tasso di povertà, che riguarda il 38% della popolazione; la disoccupazione è diminuita tra il 2003 e il 2008 dal 13% al 6%, ma il livello di sottoccupazione nel periodo è aumentato al 26,5%.
L'agricoltura e l'allevamento rappresentano il settore più importante dell'economia del Paraguay, coprendo un quinto della produzione totale; le industrie presenti nel Paese sono inoltre impegnate per la maggior parte nelle attività di trasformazione dei prodotti agricoli, pastorali e forestali. Il Paese è il sesto produttore mondiale e il quarto esportatore di soia; anche la produzione di carne bovina pone il Paraguay al nono posto tra i più importanti esportatori mondiali. Altre coltivazioni di notevole importanza sono il mais, il grano, il girasole, la cassava, la canna da zucchero, il sesamo, il fagiolo, il riso e il cotone. Coltivazioni tipiche del territorio sono inoltre il mate e la stevia.
La produzione mineraria è scarsa e riveste una parte poco rappresentativa del prodotto nazionale; si estraggono principalmente rocce calcaree per la produzione di cemento, sale e caolino. Nel 2011 è iniziato un progetto pilota per l'estrazione di biossido di titanio nella zona di Minga Porá.
Secondo i dati ufficiali, l'1% dei proprietari terrieri possiede il 77% del terreno.

### Industria
Il settore industriale occupa circa il 18% della popolazione del Paraguay, producendo, insieme al settore delle costruzioni, poco meno di un quinto del PIL nazionale. Le industrie nazionali sono per lo più incentrate nei settori della trasformazione di risorse agricole e forestali o nella produzione di manifatture di bassa tecnologia, che costituiscono l'85% dei prodotti lavorati esportati. Le principali produzioni riguardano la lavorazione di olio commestibile, oggetti in cuoio, legname semilavorato, tessuti, tabacco e preparati alimentari. La produzione di manufatti ad alta tecnologia, seppure in forte crescita dall'anno 2000, rappresenta una percentuale molto bassa a livello mondiale (0,1%), e riguarda prodotti chimici e farmaceutici, olii essenziali, macchine per industria e veicoli motorizzati. A partire dal 2001 si sono stabilite nel paese alcune maquiladoras, imprese straniere che utilizzano manodopera locale per lavorare materiale proveniente dall'estero e la cui produzione è destinata all'esportazione; nel 2006 già il 10% dei prodotti venduti all'estero provenivano da questo tipo di industria.

### Energia
La presenza in Paraguay dei due enormi impianti idroelettrici di Itaipú e di Yacyretá, condivisi rispettivamente con Brasile e Argentina, fornisce al Paese una notevole disponibilità di energia elettrica, che però non è mai stata considerata come base di un possibile sviluppo industriale nazionale. L'energia a disposizione, eccedente il fabbisogno interno, è stata così usata come merce da esportazione; la popolazione consuma soltanto il 19% dell'energia prodotta nel paese, che così non crea sviluppo né occupazione. Al contrario, la disponibilità di energia a basso costo ha contribuito allo sviluppo economico e industriale dei paesi vicini.

### Commercio e servizi
Il settore terziario occupa secondo le cifre ufficiali più della metà dei lavoratori del Paraguay, ma le cifre sono probabilmente sottostimate, a causa del fatto che la maggior parte dell'economia sommersa si concentra proprio in questo settore. In questo ambito ha assunto una particolare importanza il fenomeno della "triangolazione" di prodotti importati e subito riesportati nei paesi vicini, che ha contribuito allo sviluppo delle città di frontiera; in particolare la zona di Ciudad del Este, definita la Triple Frontera, è spesso indicata come la terza nel mondo per volume di scambi commerciali dopo Miami e Hong Kong. Questa situazione ha però attirato anche il contrabbando e i traffici di origine criminale, innestando una serie di problemi riguardanti la sicurezza e la legalità.

### Moneta
L'unità monetaria è il guaraní, suddiviso in 100 céntimos. La Banca centrale del Paraguay (fondata nel 1952 ad Asunción) emette la valuta e ne regola il cambio.

### Esportazioni
Il Paraguay esporta soprattutto nell'ordine a Brasile, Argentina, Cile, Russia e Turchia (fonte Trade statistics itc).

### Importazioni
Il Paraguay importa soprattutto da Cina, Brasile, Argentina, USA e Paesi Bassi (fonte trade statistics itc).

### Trasporti
Per lungo tempo gli oltre 2 900 km di corsi d'acqua interni – in particolare l'Alto Paraná e il Paraguay – sono stati la principale via di comunicazione del paese. Il Paraguay dispone di 29 500 km di strade, di cui il 51% è asfaltato (1999), e può inoltre usufruire di un tratto della Panamericana e dell'autostrada del Transchaco, che collega Asunción con la Bolivia.
La modesta rete ferroviaria, nel 1993, si estendeva per soli 441 km. In seguito al forte stato di degrado, la rete al 2009 è stata ridotta a 36 km.
Asunción è servita da un aeroporto internazionale, inaugurato nel 1980.
- La guida è a destra.[49]
- Rete stradale: 2 785 km.
- Rete autostradale: 700 km.
- Rete ferroviaria: 36 km.
- Rete navigabile: 3 100 km.
- Flotta di 44 navi (43 600 tsl)
- Aeroporto internazionale: Silvio Pettirossi International di Asunción

### Turismo
Ancora irrisorio.

## Ambiente
Il 40,0% del territorio è protetto.

### Flora
È possibile trovare all'estremità orientale la foresta tropicale mentre al centro è diffusa la savana.

### Fauna
Molto ricco di specie, il Paraguay vanta animali come i giaguari, gli armadilli, i formichieri, i tapiri, i pecari, le scimmie e le aquile.

## Cultura

### Patrimoni dell'umanità
Le Missioni gesuitiche di La Santísima Trinidad de Paraná e Jesús de Tavarangue sono state il primo sito del Paraguay iscritto, nel 1993, nella Lista dei patrimoni dell'umanità dell'UNESCO.

### Meraviglie del mondo
Nel 1994 la American Society of Civil Engineers ha inserito tra le sette Meraviglie del mondo moderno la diga di Itaipú, il più grande impianto idroelettrico operativo al mondo per quanto concerne la produzione energetica annuale, che si estende al confine tra il Paraguay e il Brasile.

### Letteratura
Uno degli autori più importanti della letteratura paraguaiana e latinoamericana del XX secolo fu Augusto Roa Bastos (1917-2005), tra i maggiori scrittori del Realismo magico letterario.

### Musica
Strumento musicale nazionale del Paraguay è l'arpa paraguaiana, cui importante interprete è Luis Bordón. Uno dei più famosi musicisti nati e vissuti in Paraguay è il chitarrista classico Agustín Barrios, una delle figure di maggior spicco nella storia chitarristica del novecento. Di origini Paraguaye la chitarrista classica Berta Rojas è stata nominata «Embajadora Ilustre del Arte Musical» dal Senato del proprio paese ed è una delle migliori interpreti riconosciute a livello mondiale della musica di Augustin Barrios. Molto conosciuto in tutto e ancora in attività (seppur con vari avvicendamenti dei suoi componenti) iniziata nel 1957, è il gruppo musicale popular-folk de "Los Paraguayos" che si esibisce ancora in tournée in tutto il mondo.

### Cinema
L'aspetto culturale cinematografico presenta figure di primo piano come quella di Marcelo Martinessi, che ha diretto il film Le ereditiere, Premio FIPRESCI al Festival internazionale del cinema di Berlino 2018, e altri premi.

### Scienza

#### Paraguay nello spazio
20 febbraio 2021: viene lanciato GuaraniSat-1, il primo satellite paraguaiano.

## Sport

### Calcio
Il calcio è lo sport dove il Paraguay ha ottenuto i migliori risultati, con alcuni calciatori che sono riusciti a mettersi particolarmente in mostra sul palcoscenico internazionale, come per esempio Arsenio Erico, inserito nella lista dei Migliori calciatori del XX secolo IFFHS (posizione 49), José Luis Chilavert (Luque, 27 luglio 1965) detto Chilavert, ex calciatore paraguaiano nel ruolo di portiere, distintosi per le sue prestazioni in nazionale e con la maglia del Vélez Sarsfield, e vincitore tra l'altro della coppa di Francia con il Racing Club di Strasburgo nel 2001 segnando l'ultimo rigore nella finale, Roque Santa Cruz, uno dei pochi calciatori paraguaiani ad aver giocato in Europa, riuscendosi a distinguere tra l'altro in squadre importanti come ad esempio il Bayern Monaco e il Manchester City, riuscendo a conquistare tutti i più importanti trofei internazionali, tra cui una UEFA Champions League nella stagione 2000-2001 e una Coppa Intercontinentale la stagione successiva, entrambe con la maglia del Bayern Monaco. Inoltre sono da ricordare Carlos Gamarra, che è arrivato a giocare anche in Italia con la maglia dell'Inter e José Cardozo, il quale è il miglior realizzatore di sempre della nazionale paraguaiana avendo realizzato 25 reti. Altri giocatori paraguaiani conosciuti sono Óscar Cardozo, Édgar Barreto, Antonio Sanabria, Raúl Bobadilla, Juan Iturbe e Gustavo Neffa, quest’ultimo con una esperienza in Italia nelle file della Cremonese alla fine degli ottanta. In tale sport inoltre il Paraguay ha conquistato la prima medaglia olimpica in assoluto, alle Olimpiadi di Atene, la medaglia d'argento, dopo aver perso la finale con l'Argentina per 1 a 0.
Nei mondiali 2010 in Sudafrica la Nazionale di calcio del Paraguay è arrivata ai quarti di finale (migliore risultato finora), dove ha perso con la Spagna, poi campione, per 1 a 0. È stata inoltre per due volte Campione nella Copa América, nel 1953 e nel 1979.

### Giochi olimpici
L'unica medaglia olimpica del Paraguay ai Giochi olimpici fu la medaglia d'argento, vinta dalla Nazionale di calcio del Paraguay ad Atene 2004.

### Golf
Per quanto concerne il golf Julieta Granada e Celeste Troche hanno vinto la Coppa del mondo di golf femminile nel 2007.

## Tradizioni

### Gastronomia
Il chipa è un pane di yucca cucinato con uova e vari tipi di formaggio (da menzionare il tradizionale "formaggio Paraguay"). Il chipa Soo è ripieno di carne. È possibile mangiare le albóndigas (zuppa di polpette di carne) ovunque, così come il soyo, una zuppa di carne e verdure, e le empanadas, farcite con formaggio, fagioli o carne. Il cuore di palma è un classico. Viene fatto particolare uso anche di carne bovina, eccellente (meglio mangiarla però in ristoranti di alta categoria). Altro piatto tipico è l'asado, grigliata di carne a base di manzo, pollo, maiale e agnello. In genere è accompagnata da focaccine al formaggio, insalate e manioca. Le bevande locali sono il mosto, succo della canna da zucchero, e il mate, un tè amaro. L'infuso di hierba de maté è la bevanda tradizionale dei gaucho, da bere fredda (terere) o calda (cocido). Piatto tipico paraguaiano è anche la sopa paraguaya e il mbejú.

## Festività
| Data         | Nome                              | Significato                                                      |
| ------------ | --------------------------------- | ---------------------------------------------------------------- |
| 14 maggio    | Dia de la Bandera                 | Giorno della Bandiera del Paraguay                               |
| 14-15 maggio | días de la Independencia Nacional | Festa nazionale: Giorno dell'indipendenza dalla Spagna, nel 1811 |
| 12 giugno    | Dia de la Paz del Chaco           | Giorno della fine della Guerra del Chaco, nel 1935               |